# Abaújszolnok, Borsod-Abaúj-Zemplén
Abaújszolnok este un sat în districtul Szikszó, județul Borsod-Abaúj-Zemplén, Ungaria, având o populație de 196 de locuitori (2011). 

## Demografie
Componența etnică a satului Abaújszolnok
     Maghiari (59,03%)
     Romi (40,97%)
Componența confesională a satului Abaújszolnok
     Greco-catolici (58,67%)
     Romano-catolici (16,33%)
     Reformați (4,08%)
     Fără religie (3,06%)
     Necunoscută (17,86%)
Conform recensământului din 2011, satul Abaújszolnok avea 196 de locuitori. Din punct de vedere etnic, majoritatea locuitorilor (59,03%) erau maghiari, cu o minoritate de romi (40,97%).  Din punct de vedere confesional, majoritatea locuitorilor (58,67%) erau greco-catolici, existând și minorități de romano-catolici (16,33%), reformați (4,08%) și persoane fără religie (3,06%). Pentru 17,86% din locuitori nu este cunoscută apartenența confesională.